# يوتيوب فانسيد
يوتيوب فانسيد (بالإنجليزية: YouTube Vanced)‏ أو فانسيد (بالإنجليزية: Vanced)‏ ببساطة، كان يُعرف سابقًا باسم آي واي تي بي بي (بالإنجليزية: iYTBP)‏ هو تطبيق يوتيوب معدّل تابع لجهة خارجية متوقف عن الإنتاج لنظام أندرويد مع مانع إعلانات مدمج. تتضمن الميزات الأخرى للتطبيق سبونسوربلوك، والتشغيل في الخلفية، وصورة داخل صورة مجانية (PiP)، وسمة م.ف.ث.م.ع.ب.ض أسود، والتحكم في التمرير السريع للسطوع ومستوى الصوت، وتنفيذ ملحق متصفح عودة زر عدم الإعجاب على يوتيوب. كما تم تطوير إصدارات معدلة من يوتيوب ميوزيك وميكروجي.
يعود أصل اسم فانسيد إلى كلمة أدفانزد ولكن مع إزالة الإعلانات، في إشارة إلى ميزات حظر الإعلانات في البرنامج.
في 13 مارس 2022، أعلن مطورو يوتيوب فانسيد أنه سيتم إغلاق التطبيق بعد أن تلقوا خطاب وقف وكف من جوجل، مما أجبر المطورين على التوقف عن تطوير وتوزيع التطبيق. استمر التطبيق في العمل للمستخدمين المتبقين حتى أواخر أبريل 2023، عندما أصبحت ميزة التشغيل الأساسية في يوتيوب فانسيد غير قابلة للتشغيل دون أي تحديثات أخرى. بعد إيقاف يوتيوب فانسيد، ظهرت تطبيقات مماثلة، مثل ري فانسيد، كبدائل.
في أواخر مارس 2024، أصبح تطبيق فانسيد ميكروجي أيضًا غير قابل للاستخدام لجميع مستخدمي ري فانسيد الذين ما زالوا يستخدمونه، مما دفع المستخدمين إلى استخدام أحدث إصدار من التطبيق.

## المميزات

### مميزات يوتيوب

#### مميزات يوتيوب بريميوم
سمح تطبيق فانسيد بالوصول إلى العديد من ميزات يوتيوب بريميوم، مثل وضع الصورة داخل الصورة، والذي يسمح بمشاهدة مقاطع الفيديو في نافذة عائمة، وحظر الإعلانات، والذي أزال الإعلانات في التطبيق، والتشغيل في الخلفية، والذي يسمح بتشغيل مقاطع الفيديو كصوت في الخلفية.

#### مميزات أخرى
منحت فانسيد إمكانية الوصول إلى العديد من الميزات الأخرى، مثل سبونسوربلوك وقاعدة بياناتها، والتي تتخطى مقاطع الراعي داخل مقاطع الفيديو، وموضوع م.ف.ث.م.ع.ب.ض الأسود، ووضع إتش دي آر [الإنجليزية] القسري مع برنامج ترميز في بي 9، وتجاوز الدقة القصوى، والتحكم في التمرير السريع للسطوع والحجم، وتمكين الضغط للتكبير على جميع الأجهزة، والقدرة على تكرار مقاطع الفيديو تلقائيًا بعد الانتهاء، ونقل تفضيلات جودة الفيديو والسرعة من فيديو إلى آخر، وإعادة تمكين عداد عدم الإعجاب على مقاطع الفيديو، والقدرة على تسجيل الدخول باستخدام ميكروجي معدل.

### ميزات يوتيوب ميوزيك

#### مميزات يوتيوب بريميوم
يوفر يوتيوب ميوزيك فانسيد ميزات مشابهة لتلك الموجودة في يوتيوب فانسيد، بما في ذلك حظر الإعلانات.

### مميزات برنامج مدير فانسيد

#### تثبيت
تم تنزيل وتحديث يوتيوب فانسيد والتطبيقات المعدلة الأخرى من فريق فانسيد عبر مدير فانسيد باستخدام ملفات إيه بي كيه المعدة مسبقًا. بالنسبة لمستخدمي فانسيد الذين قاموا بتجذير هواتفهم، يمكن تثبيت التطبيق والتعرف عليه باعتباره تطبيق يوتيوب الافتراضي للهاتف، بدلاً من تثبيته كتطبيق منفصل.

## التاريخ

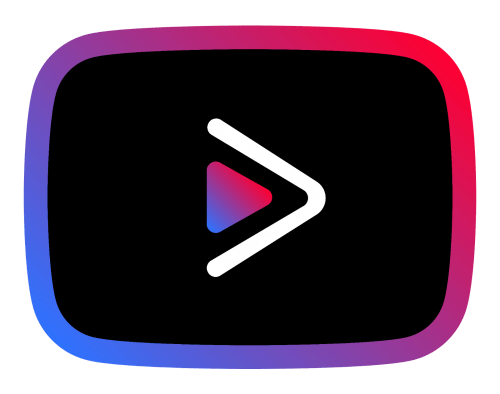
شعار يوتيوب فانسيد المستخدم حتى يونيو 2021

في عام 2015، تم تطوير وحدة إكسبوزيد باسم «تشغيل يوتيوب في الخلفية» بواسطة مستخدمي غيت هاب pylerSM وesgie وsigv. في عام 2016، بدأ المستخدم th3an7 في صيانة الوحدة، ليصبح لاحقًا أكثر المشرفين نشاطًا. في 21 فبراير 2017، قام مستخدم مطوري إكس دي أي Master_T بحقن وظائف وحدة إكسبوزيد في ملف إيه بي كيه الخاص بيوتيوب نفسه، وأصدره باسم آي واي تي بي بي (اختصار لتشغيل خلفية يوتيوب المحقونة). يمكن تثبيته بدون ماجيسك [الإنجليزية] باستخدام «مثبت آي واي تي بي بي فانسيد العالمي» الرسمي. تم تغيير اسم المشروع من آي واي تي بي بي إلى فانسيد في 4 مارس 2018.
في 30 يونيو 2020، بعد 3 أشهر من التطوير، تم إصدار مدير فانسيد لتسهيل تثبيت الإصدارات الأحدث من فانسيد، والتي جاءت كملف إيه بي كيه (تقسيم إيه بي كيه) بدلاً من ملف إيه بي كيه عادي.
في 27 سبتمبر 2020، تم إطلاق يوتيوب ميوزيك فانسيد.
أدى التحديث في يونيو 2021 إلى ظهور شعار جديد.
في 13 مارس 2022، أرسلت Google إشعارًا بالتوقف والكف إلى فريق فانسيد، مما تسبب في إغلاق المشروع. في وقت الإغلاق، كان يتم صيانته من قبل مستخدمي غيت هاب bhatvikrant، و milindgoel15، و mlnrDev، و Vendicated، و X1nto.